# Philipp Schor
Philipp Schor (auch Filippo Schor; * 1646 in Rom; † 1701 in Neapel) war ein österreichischer Maler und Architekt.

## Leben
Philipp Schor entstammt einer bekannten Tiroler Künstlerfamilie, sein Vater war der in Rom lebende Johann Paul Schor. In dessen Atelier war er zunächst Schüler und Mitarbeiter. Er beschäftigte sich insbesondere mit Dekorationsmalerei und Bühnenmaschinerie und wirkte als Architekt und Hofmaler der Päpste Clemens X. und Innozenz XI. In Innsbruck stattete er die Stadtpfarrkirche St. Jakob und die Mariahilfkirche mit Bildern aus. Von 1683 bis 1687 schuf er in Neapel im Auftrag des spanischen Vizekönigs Gaspar de Haro y Guzmán zusammen mit seinem Schüler Johann Bernhard Fischer von Erlach aufwändige Festdekorationen. Ende 1699 war er am Hof in Madrid tätig.